# Église Saint-Nicolas de Sivac
Pour les articles homonymes, voir Église Saint-Nicolas.
L'église Saint-Nicolas de Sivac (en serbe cyrillique : Црква Светог Николе у Сивцу ; en serbe latin : Crkva Svetog Nikole u Sivcu) est une église orthodoxe serbe située à Sivac, dans la province de Voïvodine, dans le district de Bačka occidentale et dans la municipalité de Kula en Serbie. Elle est inscrite sur la liste des monuments culturels de grande importance de la république de Serbie (identifiant no SK 1191).

## Présentation
L'église a été construite entre 1868 et 1873, à l'emplacement d'édifices religieux plus anciens. De style monumental, elle est constituée d'une nef unique prolongée par une abside demi-circulaire. Les façades latérales sont rythmées par des ouvertures intégrées dans des arcatures cintrées et encadrées de pilastres couronnés de triglyphes. La façade occidentale est dominée par trois tours et précédée d'un portique avec quatre colonnes aux chapiteaux corinthiens aussi large que la nef ; les colonnes supportent un entablement surmonté d'un fronton triangulaire orné d'un oculus. Par son style classique, elle rappelle d'autres édifices monumentaux de la région remontant à la seconde moitié du XIXe siècle, comme l'église Saint-Georges de Stari Bečej (1851-1858) et l'église de l'Ascension de Čurug (1857-1862).
L'iconostase, qui provient d'une église plus ancienne, est attribuée à Pavel Đurković et date des années 1820 ; cet artiste, qui, avec Arsa Teodorović, représente le courant « classique » de la peinture serbe, est également connu pour ses portraits.